# Малоградець
Малограде́ць (болг. Малоградец) — село в Тирговиштській області Болгарії. Входить до складу общини Антоново.

## Населення
За даними перепису населення 2011 року у селі проживали 56 осіб.
Національний склад населення села:
| Національність   | Кількість осіб | Відсоток |
| ---------------- | -------------- | -------- |
| болгари          | 34             | 63,0%    |
| цигани           | 10             | 18,5%    |
| турки            | 3              | 5,6%     |
| інша             | 0              | 0%       |
| не визначились   | 7              | 13,0%    |
| Всього відповіли | 54             |          |

Розподіл населення за віком у 2011 році:
Динаміка населення: